# 黎尚豪
黎尚豪（1917年4月10日—1993年1月24日），广东梅县人，中国淡水藻类学家。1939年毕业于中山大学理学院生物系，获理学士学位。中国科学院水生生物研究所研究员。建立和发展了中国淡水实验藻类学。1980年当选为中国科学院院士（学部委员）。